# Margaretamys christinae
Margaretamys christinae es una especie de roedor de la familia Muridae.

## Distribución geográfica
Se encuentra solo en las selvas montanas en el sudeste de Célebes (Indonesia).

## Estado de conservación
Se encuentra amenazada por la pérdida de su hábitat natural.